# Église Sainte-Croix de Parthenay
L'église Sainte-Croix est une église catholique située à Parthenay, en France.

## Localisation
L'église est située dans le département français des Deux-Sèvres, sur la commune de Parthenay.

## Historique
Une relique de la Vraie Croix, rapportée du royaume d'Israël , encore inventoriée en 1579, est à l’origine de la fondation de Sainte-Croix par Ebbon et son frère Gelduin, seigneurs de Parthenay. Elle avait sans doute été bâtie près du château pour en être l’église. Connue avant 1090, elle était confiée à un chapitre de sept chanoines.
Reconstruite au XIIe siècle, Sainte-Croix se trouva englobée dans l’enceinte fortifiée. Elle fut restaurée par le connétable de Richemont qui fit élever son clocher en 1457. Un ouragan abattra la flèche, déjà fragilisée par un séisme, en 1711.
Charles-Armand de La Meilleraye, duc de Mazarin, fait exécuter, avant 1669, des travaux dans le chœur : retable monumental, percement des arcades, agrandissement des absidioles. La façade est reconstruite en 1781 à la suite de sa démolition pour l’élargissement de la rue. Des pierres du château seront remployées à cette occasion.
En 1853, la suppression du retable révèle l’existence, dans l'abside, de deux enfeus abritant deux gisants mutilés. Ces gisants de marbre peint furent restaurés en 1880 et classés monuments historiques en 1912. À droite, Guillaume VII L’Archevêque (mort vers 1401) tient l’écu de la famille des seigneurs de
Parthenay. À gauche, son épouse, Jeanne de Mathefelon (morte vers 1415).
L'édifice est classé au titre des monuments historiques en 1994.

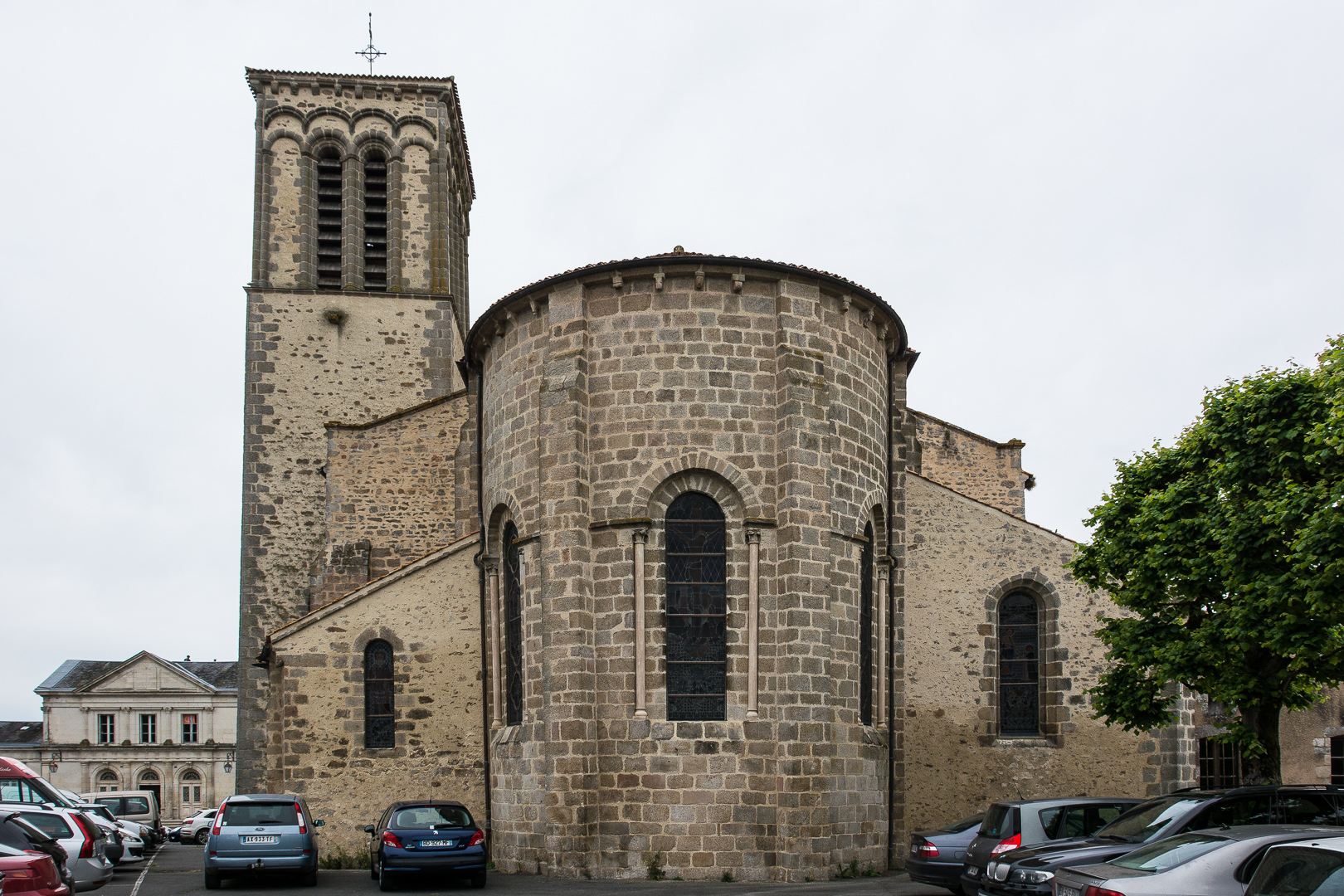
Le chevet.
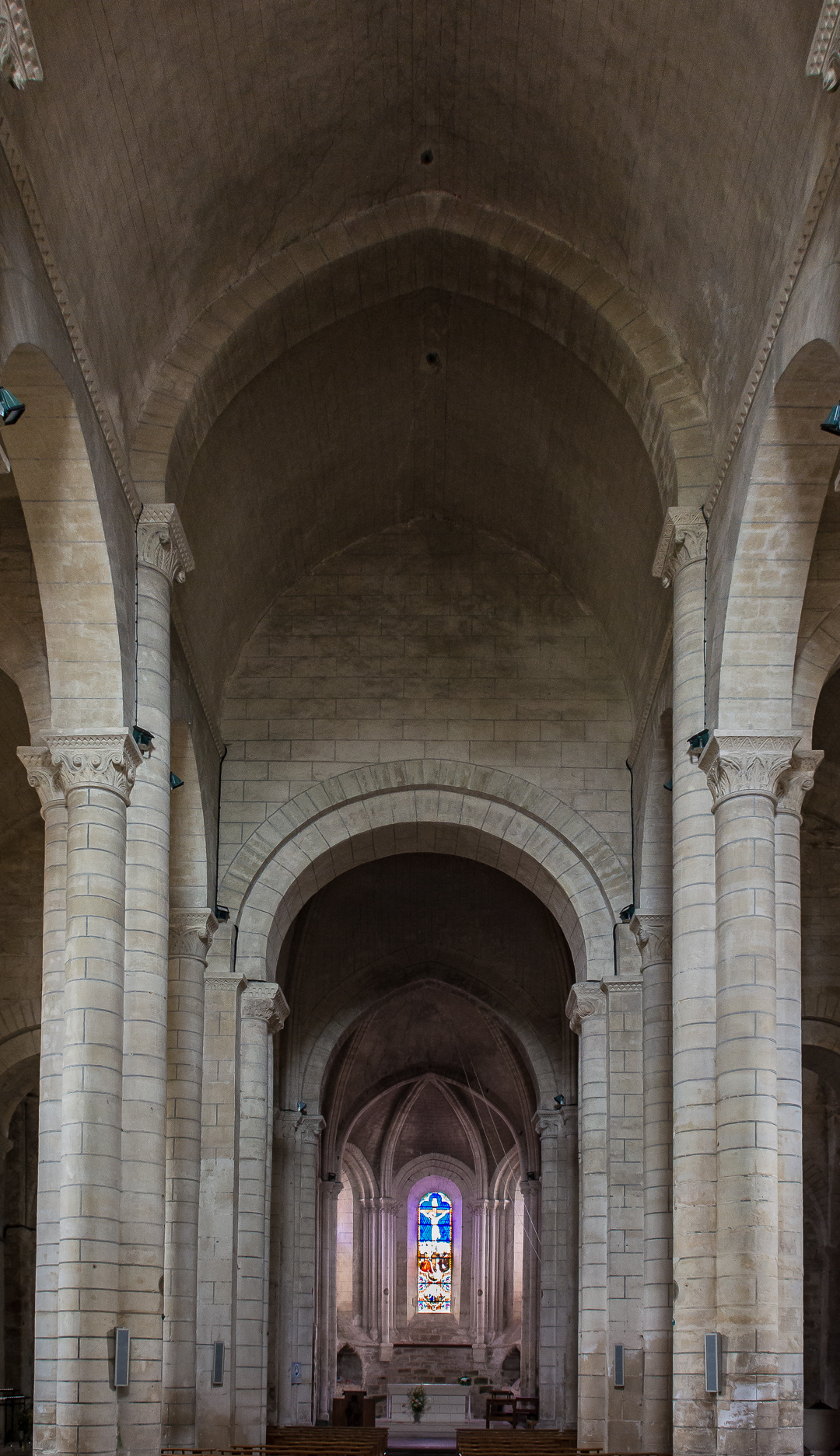
La nef.
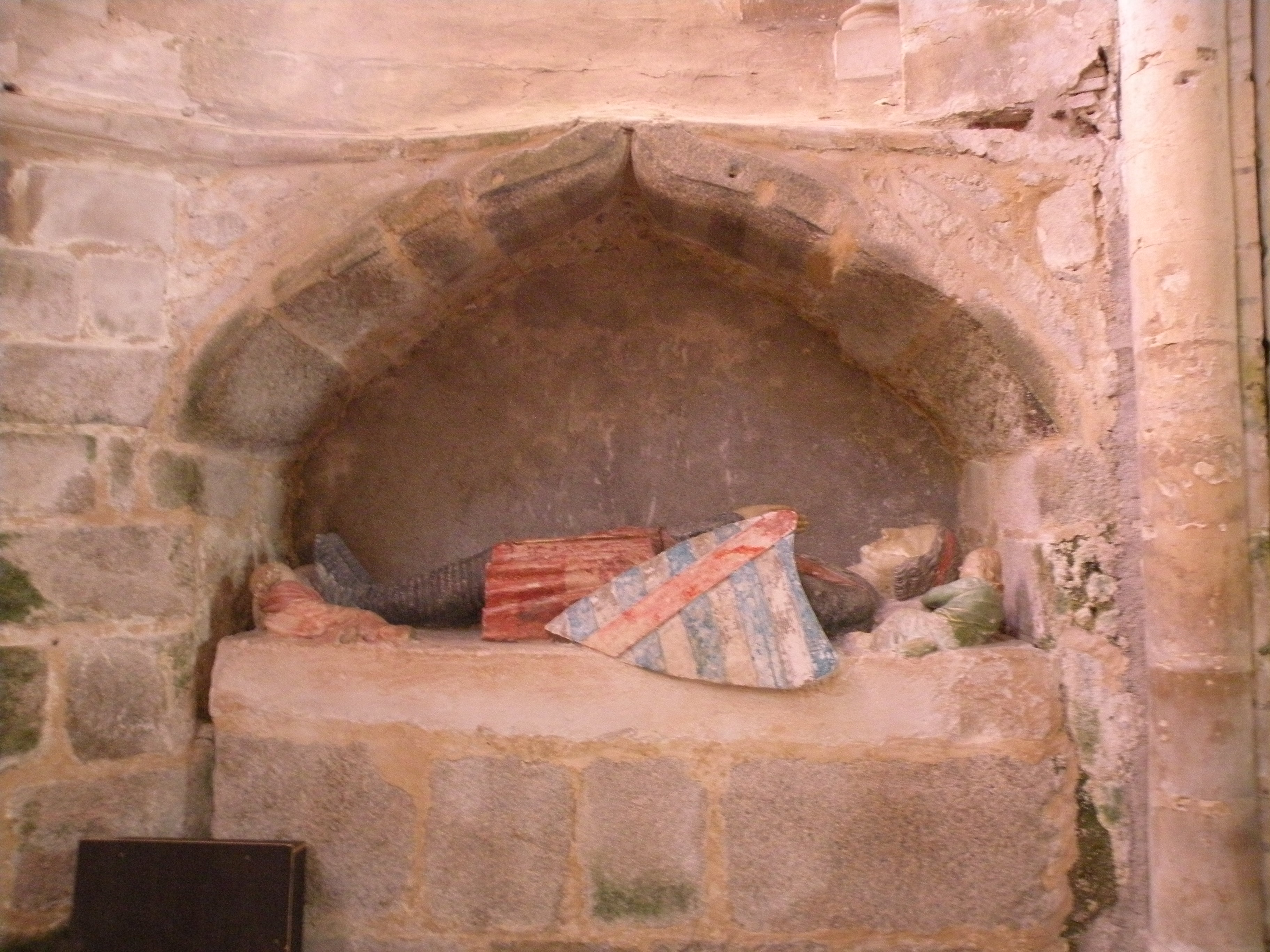
Gisant de Guillaume VII Larchevêque, seigneur de Parthenay.
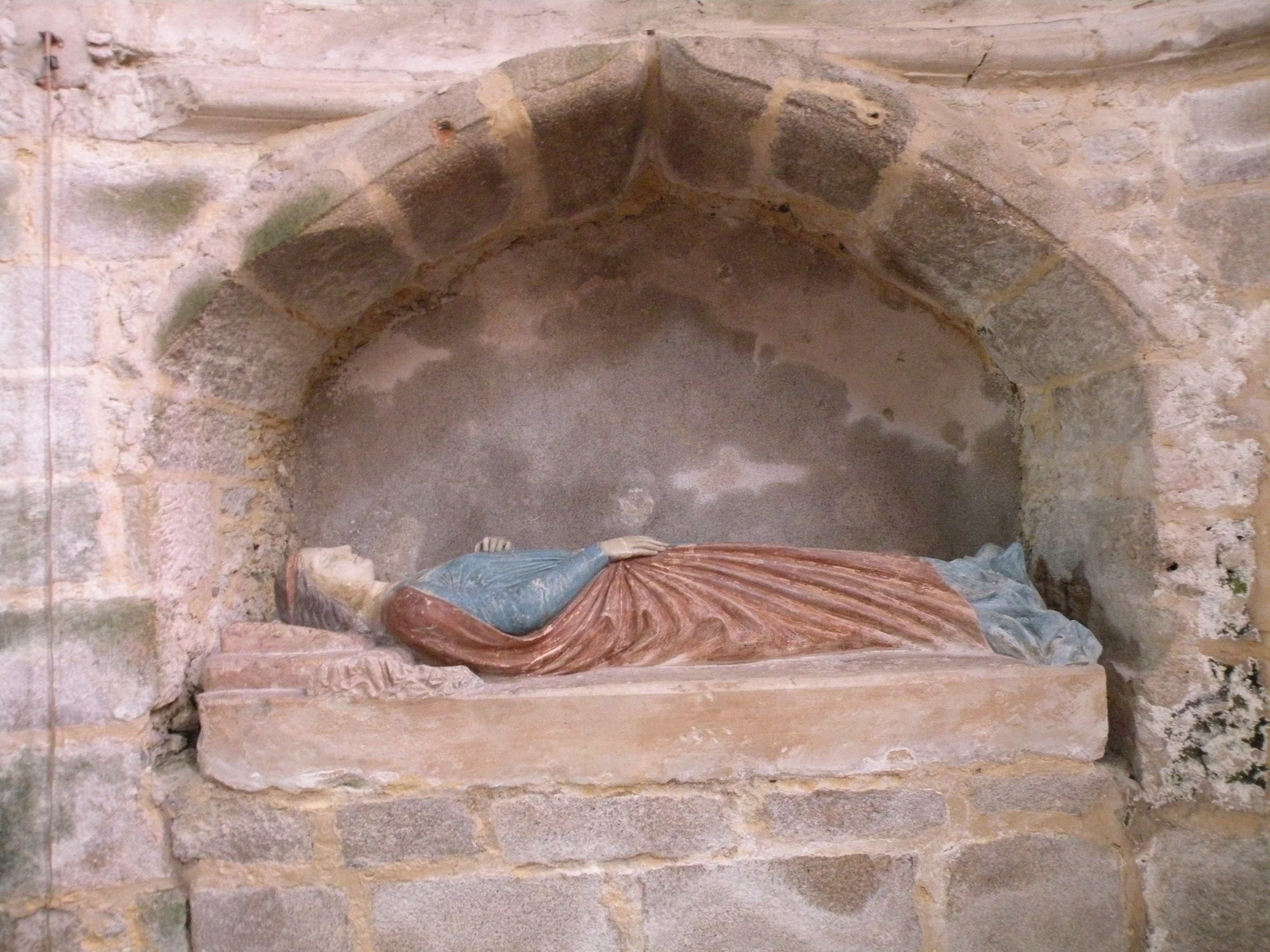
Gisant de Jeanne de Mathefelon, épouse de Guillaume VII.